# Tomas Galvez
Tomas Kristian Galvez (* 28. Januar 2005 in London, England) ist ein finnischer Fußballspieler auf der Position eines Abwehrspielers, der im Januar 2023 für die finnische Fußballnationalmannschaft debütierte. Seit Januar 2025 steht er als Leihspieler von Manchester City beim SC Cambuur unter Vertrag.

## Vereinskarriere

### Karrierebeginn bei Tottenham und Watford
Der britische und finnische Staatsbürger Tomas Galvez wurde am 28. Januar 2005 als Sohn eines in England geborenen spanischstämmigen Vaters und einer aus Finnland stammenden Mutter in London geboren. Die Eltern seines Vaters kommen aus Spanien und wanderten nach Großbritannien aus. Die Mutter kam im Zuge eines Praktikums nach England und lernte dort den späteren Vater ihres Sohnes kennen. Er hat einen älteren Bruder, der sich allerdings nicht für Fußball interessierte. In einem Interview mit Helsingin Sanomat im November 2022 meinte Galvez, dass er und sein Vater, der, als er jünger war, ebenfalls Fußball gespielt hatte, die einzigen Fußballspieler in der Familie seien. Der Großvater mütterlicherseits sei ein begeisterter Tennisspieler. Seine Karriere als Fußballspieler begann der seit jungen Jahren sportbegeisterte Galvez als Sechsjähriger in einer örtlichen Kinderfußballliga im Großraum London. Nach ein paar Jahren schaffte er den Sprung in den Nachwuchsbereich von Tottenham und spielte parallel dazu Futsal bei ProFutsal London. Als er elf Jahre alt war, wurde er von einem Talentscout des FC Watford entdeckt und zum Verein in den Norden Londons gelotst. Beim Klub aus Watford war er in weiterer Folge fünf Jahre lang aktiv und trat zuletzt für die U-18-Mannschaft in Erscheinung. Zuletzt nahm er mit der Mannschaft auch am FA Youth Cup der Saison 2020/21 teil und schied dort im Achtelfinale in der Verlängerung gegen den gleichaltrigen Nachwuchs von Newcastle United aus. In der Liga schaffte es das Team auf den dritten Platz in der Premier League Under-18 South. Anfangs bei Watford im linken Mittelfeld und als Linksaußen eingesetzt, wurde er im Laufe der Jahre auf die linke Abwehrseite versetzt, auf der er seitdem vorrangig zum Einsatz kommt.

### Wechsel zu Manchester City
Nach fünf Jahren bei Watford schaffte der Linksverteidiger im Sommer 2021 den Sprung in die Nachwuchsabteilung des Premier-League-Serienmeisters Manchester City, in der er fortan im U-18-Kader und vereinzelt auch im Elite Development Squad (EDS) in der Premier League 2 Verwendung fand. Zur Saison 2021/22 kam er unter dem neuen U-18-Trainer Ben Wilkinson in 18 Meisterschaftsspielen und gehörte auch der ManCity-Mannschaft an, die in der vierten Runde des FA Youth Cups sowie bereits in der Gruppenphase der UEFA Youth League 2021/22 ausschied. Mit der U-18-Mannschaft gewann er die Premier League Under-18 North und erkämpfte sich am Ende mit dem Team den Meistertitel. Ab März 2022 gehörte der Linksverteidiger für die restlichen fünf Meisterschaftsspiele zur Stammformation des Teams in der Premier League 2, die Manchester City in dieser Saison ebenfalls wieder gewinnen konnte.
In der Spielzeit 2022/23 trat Galvez abwechselnd für die U-18- und die U-23-Mannschaft des Vereins in Erscheinung. Wie bereits in den beiden Jahren davor sicherte sich die Mannschaft auch 2022/23 den ersten Platz in der Premier League Under-18 North und den Titelgewinn in der Premier League Under-18. Der Linksfuß kam dabei in zwölf Ligaspielen zum Einsatz, erzielte zwei Tore und steuerte ebenso viele Torvorlagen bei. Hinzu kamen vier Spiele (mit zwei Assists) im FA Youth Cup 2022/23 sowie sieben Auftritte in der UEFA Youth League 2022/23, in der es die Mannschaft bis ins Achtelfinale brachte und erst in diesem mit 0:2 gegen den späteren Finalisten Hajduk Split ausschied. Auch mit dem Elite Development Squad in der Premier League 2, in der er es zu elf Ligaeinsätzen, einem Tor und zwei Assists brachte, konnte er den Titel abermals verteidigen. Einen weiteren Pflichtspielauftritt konnte Galvez in der EFL Trophy 2022/23 verzeichnen, als er für den U-23-Kader im Spiel gegen Mansfield Town zum Einsatz kam und mit der Mannschaft noch in der Gruppenphase des Turniers ausschied.
Nach einer erfolgreichen Saison 2022/23 unter der Führung von Ben Wilkinson – in der er insgesamt 36 Spiele sowohl für die U-18- als auch für die EDS-Mannschaft bestritt – schaffte Galvez zur Saison 2023/24 den Sprung in die reine EDS-Mannschaft von Brian Barry-Murphy. Während der Linksverteidiger mit dem Team in der Premier League 2 bis dato (Stand: 23. Dezember 2023) lediglich ein einziges Meisterschaftsspiel gewinnen konnte und mit dem Mannschaft zu diesem Zeitpunkt den letzten Tabellenplatz belegte, absolvierte er auch Spiele in der EFL Trophy 2023/24 und der UEFA Youth League 2023/24. In der EFL Trophy kam er in allen drei Gruppenspiel zum Einsatz und schied mit dem Team als Drittplatzierter der Gruppe F frühzeitig aus. In der UEFA Youth League kam er in allen sechs Gruppenpartien zum Einsatz, verlor dabei keine einzige Begegnung und zog mit dem Team im Dezember 2023 als Sieger der Gruppe D in die nachfolgenden Play-offs ein. Im letzten Meisterschaftsspiel des Jahres, am 17. Dezember 2023, fungierte Galvez bei der 0:6-Niederlage gegen die Alterskollegen von Norwich City erstmals als Mannschaftskapitän in der Premier League 2. Früher in diesem Monat wurde er bei einer Wahl des finnischen Fußballverbands zum Vielversprechenden Nachwuchsspieler des Jahres gekürt.
Im Juli 2022 erhielt er einen vorerst auf zwei Jahre begrenzten Profivertrag bei Manchester City.

### Leihe zum LASK
Im August 2024 wurde Galvez an den österreichischen Bundesligisten LASK verliehen. Am 25. August 2024 debütierte er in der österreichischen Bundesliga, als er bei einer 1:2-Auswärtsniederlage gegen den FK Austria Wien in Minute 56 für George Bello ins Spiel kam. Danach saß er oftmals ohne Einsatz auf der Ersatzbank bzw. gehörte gar nicht erst dem erweiterten Kader an. Bis zur Winterpause 2024/25 brachte es der Finne auf drei Bundesligaeinsätze sowie drei Spiele für die zweite Mannschaft mit Spielbetrieb in der drittklassigen Regionalliga Mitte.

### Leihe zum SC Cambuur
Nach drei Einsätzen beim LASK wurde die Leihe im Januar 2025 vorzeitig beendet und Galvez wurde weiter in die Niederlande verliehen, wo er sich dem Zweitligisten SC Cambuur anschloss.

## Nationalmannschaftskarriere

### U-15, U-17 und U-18
Aufgrund seiner spanischen Abstammung väterlicherseits, seiner finnischen Herkunft mütterlicherseits und seiner Geburt in England wäre Galvez für gleich drei verschiedene Nationen spielberechtigt gewesen, entschied sich jedoch für die Nationalauswahlen des Heimatlandes seiner Mutter. Wie Galvez in einem Interview mit Helsingin Sanomat im November 2022 verriet, fühle er sich Finnland voll und ganz verpflichtet und spiele immerhin bereits seit seinem 13. Lebensjahr für die Auswahlmannschaften Finnlands. Im November 2019 nahm er an einem UEFA Development Tournament für U-15-Nationalmannschaften teil und verlor dabei mit der finnischen U-15-Nationalauswahl alle drei Spiele gegen Spanien, Portugal und Italien. Rund zwei Jahre später nahm er unter Erkka V. Lehtola an der Qualifikationsrunde der Qualifikation zur U-17-Europameisterschaft 2022 teil und wurde dabei in allen drei Spielen seiner Mannschaft eingesetzt. Als Zweiter in der Gruppe 7 schafften die Finnen den Einzug in die nachfolgende Eliterunde des Qualifikationsturniers, wobei Galvez nach drei weiteren Einsätzen mit Finnland auf den dritten Platz der Gruppe 8 kam und sich somit nicht für die Endrunde in Israel qualifizierte. Am 4. Juni 2022 absolvierte er sein einziges U-18-Länderspiel seiner Karriere, als er bei einem 2:1-Sieg über Schweden über die volle Spieldauer zum Einsatz kam.

### U-19
Noch im selben Jahr nahm er unter Peter Lundberg an einer Reihe von Länderspielen für die finnische U-19-Nationalmannschaft teil und debütierte dabei am 22. September 2022 bei einer 1:3-Niederlage gegen Serbien. Nachdem er im zweiten Spiel des Freundschaftsturniers gegen Frankreich keine Berücksichtigung gefunden hatte, kam Galvez im letzten Gruppenspiel gegen Portugal wieder über die volle Spieldauer als Linksverteidiger zum Einsatz. Die Finnen verloren jedes ihrer drei Länderspiele in diesem Kurzturnier. Mit dem Heimatland seiner Mutter trat er daraufhin im November 2022 an der Qualifikationsrunde der Qualifikation zur U-19-Europameisterschaft 2023 in Erscheinung. Nach einer klaren 0:4-Niederlage im ersten Gruppenspiel gegen Israel konnte die finnische U-19-Auswahl in den beiden restlichen Gruppenspielen gegen Kroatien und die Färöer Siege feiern. Trotz sechs erreichter Punkte schafften es die Finnen als Dritter der Gruppe 11 – Kroatien und Israel hatten ebenfalls sechs Punkte erreicht, hatten jedoch eine bessere Tordifferenz – nicht, sich für die im Juli 2023 stattfindende EM-Endrunde in Malta zu qualifizieren.

### U-21
Unter Mika Lehkosuo absolvierte der damals 18 Jahre alte Linksverteidiger in einem Freundschaftsspiel gegen Nordmazedonien im März 2023 sein erstes Länderspiel für die finnische U-21-Nationalmannschaft. Nach einem weiteren Freundschaftsspieleinsatz gegen Bulgarien wenige Tage später musste er ein knappes halbes Jahr auf einen weiteren Länderspieleinsatz warten und absolvierte kurz vor dem Start in die Qualifikation zur U-21-Europameisterschaft 2025 eine Halbzeit in einem Spiel gegen Island. Bei der anschließenden EM-Qualifikation kam er in drei der zehn Gruppenspiele der Finnen zum Einsatz und qualifizierte sich mit seinem Land für die abschließende Play-off-Runde der Qualifikation, in der das Team Norwegen mit einem Gesamtscore von 6:3 bezwang. Galvez war in beiden Partien über die volle Spieldauer im Einsatz und steuerte einen Treffer und einen Assist bei. Mit der Mannschaft qualifizierte er sich dabei für die im Juni 2025 stattfindende EM-Endrunde in der Slowakei.

### A-Nationalmannschaft
Noch bevor er überhaupt in der U-21-Nationalmannschaft Finnlands zum Einsatz kam, folgte Galvezs Einberufung in die finnische A-Nationalmannschaft, für die er am 9. Januar 2023 in einem Freundschaftsspiel gegen Schweden sein Debüt gab. Bei der 0:2-Niederlage seiner Mannschaft spielte der zu diesem Zeitpunkt 17 Jahre, elf Monate und zwölf Tage alte Galvez über die volle Spieldauer durch. Am Ende der Gruppenphase der Qualifikation zur Europameisterschaft 2024 setzte ihn Markku Kanerva gegen San Marino ein weiteres Mal über die gesamte Spieldauer ein, wobei der 18-Jährige auch einen Assist beisteuerte. Nachdem er im Juni 2024 bei einem Freundschaftsspiel gegen Schottland zu einem Kurzeinsatz gekommen war, bestritt er mit Finnland zwischen September und November 2024 die UEFA Nations League 2024/25. Dabei kam der Linksverteidiger in zwei Gruppenspielen gegen Griechenland und Irland jeweils über die vollen 90 Minuten zum Einsatz, schied mit Finnland jedoch nach sechs Niederlagen aus ebenso vielen Spielen als Letzter der Gruppe B2 frühzeitig vom laufenden Turnier aus.

## Erfolge
- 2× Sieger der U-18 Premier League: 2021/22 und 2022/23
- 2× Sieger der Premier League 2: 2021/22 und 2022/23
- Wahl zum „Vielversprechenden Nachwuchsspieler des Jahres“ (finnisch Vuoden lupaava nuori pelaaja); Suomen Palloliitto: 2023[2]